# Corinne Favre
Corinne Favre (Chambéry, 15 dicembre 1970) è una scialpinista e skyrunner francese.

## Biografia
Il 2 novembre del 2008 Corinne Favre è rimasta vittima di un serio incidente in montagna mentre affrontava la scalata del monte Pumori nella catena himalayana in Nepal. Colpita da un enorme blocco di ghiaccio, l'atleta ha riportato fratture multiple.

## Palmarès

### Sci alpinismo
- Bronzo staffetta 2008
- Bronzo staffetta 2006
- Bronzo a squadre 2004
- Argento a squadre 2002, 2006

### Skyrunning
- Campionessa del mondo Buff Skyrunner World Series 2002, 2005, 2008

## Altre competizioni internazionali
- 1ª Climbathon Malesia 2008
- 1ª Zegama-Aizkorri mendi maratoia 2007
- 1ª CCC (Courmayeur-Champex-Chamonix) 2006
- 1ª Sentiero 4 Luglio SkyMarathon 2002, 2003, 2007, 2008
- 1ª Trofeo Kima 1998, 2002, 2004, 2006, 2007
- 3ª Tor des Géants 2010